# Delineante

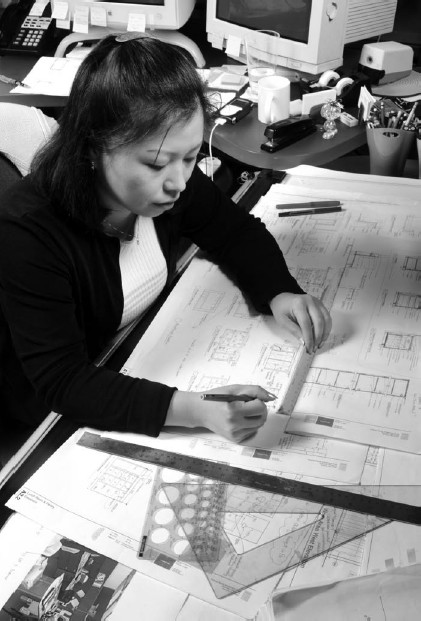
Delineante técnica.

El delineante (dibujante técnico o cadista, en algunos países en referencia a las siglas CAD) es aquel profesional proyectista encargado de la elaboración de planos técnicos utilizados en trabajos de arquitectura o ingeniería.
El trabajo del delineante consiste en elaborar planos que muestren directrices visuales sobre cómo construir un producto o estructura. Estos planos incluyen detalles técnicos y especificar dimensiones, materiales y procedimientos. Los delineantes representan la información gráfica elaborada previamente por ingenieros, topógrafos, arquitectos o científicos mediante dibujos, bocetos, especificaciones y cálculos.

## Visión general
Si bien el uso del dibujo técnico en profesiones como la ingeniería o la arquitectura es tan antiguo como estas áreas y es consecuencia natural de su especialización, la elaboración de planos técnicos era asumida por los propios arquitectos o ingenieros, o bien por aprendices de estas profesiones, pero no constituía una profesión en sí misma.[cita requerida] La delineación técnica surge como una aplicación de la geometría euclidiana, que en sus inicios y hasta antes de la aparición del diseño asistido por computadora u ordenador, la metodología BIM o la tecnología XR, se realizaba con ayuda de instrumentos de medición como la regla, la escuadra, el cartabón, el compás, etc., y se trazaban con elementos como el tiralíneas, el estilógrafo, etcétera.

## Especialidades
Las principales especialidades del delineante son:
- Delineante aeronáutico: elabora planos de ingeniería con detalles y especificaciones usadas en la elaboración de aviones, misiles y partes relacionadas.
- Delineante de arquitectura: elabora planos arquitectónicos y estructurales de edificios y otras construcciones. Pueden especializarse en tipos de estructuras, como comerciales o residenciales, o en materiales o elementos constructivos específicos, como hormigón armado, mampostería, estructuras metálicas, etc.
- Delineante de ingeniería: es el encargado de realizar planos estructurales o topográficos para la construcción de proyectos de ingeniería civil, tales como edificios, puentes, autopistas, ductos, controles de inundaciones o acueductos.
- Delineante eléctrico: es quien realiza esquemas y planos de instalaciones eléctricas usados por quienes levantan, instalan o reparan equipos eléctricos cableado en centros de comunicaciones, plantas eléctricas y sistemas de distribución de energía.
- Delineante electrónico: dibuja diagramas de cableado, circuitos impresos y esquemas usados en la fabricación, instalación y reparación de componentes y aparatos electrónicos
- Delineante de ingeniería mecánica
- Delineante de ingeniería naval
- Delineante de cartografía

## El delineante en España
Los primeros estudios de Delineación, se establecieron en tiempos de Felipe II, con la creación en 1583 de la Academia de Matemáticas y Delineación (antecedente de la Real Academia de Ciencias Exactas, Físicas y Naturales) y Juan de Herrera se convierte en su primer director al haber sido delineante en 1562 y conocedor del funcionamiento de diferentes máquinas.
A partir de la segunda década del siglo XX Leonor Ferrer Girabau, primera mujer delineante en España, abrió su propia escuela con el nombre de Academia de delineación para señoritas en Barcelona.

### Regulación
La regulación inicial de la profesión de Delineante tiene sus orígenes en la llamada Agrupación Sindical de Delineantes Españoles (en adelante ASDE), dentro del Sindicato Nacional de Actividades Diversas al amparo de la Ley 26, de enero de 1940. El ejercicio de la profesión estaba tutelado por la Organización Sindical que imperaba en la época preconstitucional, regida por el entonces Ministro de Relaciones Sindicales. Todo ello al amparo de Ley Orgánica del Estado de 10 de enero de 1967 y por la Ley Sindical 2/1971, de 16 de febrero. Para el ejercicio regular de la actividad profesional y con el fin de evitar el intrusismo profesional, que por el grado de especialización que el ejercicio de la misma exigía, orientada al servicio de la técnica, se precisaba estar sindicado en la ASDE, estando en posesión o en condiciones de obtener el título profesional de Delineante, expedido por la propia ASDE, en una de las categorías de proyectista, superior de primera o de segunda.
Actualmente la profesión de DELINEANTE es regulada -ejercicio sujeto a normativa legal-, titulada -requiere título oficial para acceso y ejercicio- y colegiada -requiere colegiación obligatoria- y habilita al DELINEANTE para su ejercicio, debiendo estar en posesión de un título que habilite para ello, dentro la correspondiente Área de Especialidad Profesional, y no debe ser ejercida por otros titulados.
Por tanto, es requisito indispensable para el ejercicio de la profesión Delineante, Diseñador Técnico y Técnico Superior en Proyectos, la incorporación al Colegio Profesional de Delineantes y Diseñadores Técnicos, los cuales están representados por el Consejo General de los Colegios Profesionales de Delineantes de España, en cuyo ámbito tenga establecido el domicilio profesional, único o principal.
Ejercer la profesión de Delineante por quienes no cumplen con el requisito de titulación y colegiación comporta intrusismo profesional, así como a quienes les encubren, amparen o toleren dicha práctica de actividad de intrusismo.

### Competencias
Siendo profesionales legalmente capacitados para dirigir y redactar proyectos menores, levantar planos y realizar diseños técnicos, y para desarrollar unos y otros en los términos preestablecidos y según los datos y condiciones técnicas exigibles. Les corresponde a los Delineantes las siguientes competencias profesionales:
a) Las reconocidas a los Delineantes en las Reglamentaciones de Trabajo, Ordenanzas Laborales y Convenios Colectivos, que se entenderán referidas a las actividades por cuenta ajena, como por cuenta propia.
b) Las asignadas a la profesión de Delineante a las definiciones de la Oficina Internacional del Trabajo, a las establecidas y a las que se establezcan en el futuro.
c) La realización de planos, informes, dictámenes, valoraciones, peritajes y otros trabajos de conformidad con lo previsto en el Real Decreto 3306/1978, siempre y cuando estén comprendidas dentro de la técnica de sus respectivas titulaciones y no sean de competencia exclusiva de otros técnicos de igual o superior nivel.
El delineante ejerce una profesión regulada en España en aplicación del Real Decreto 1837/2008 que incorpora al ordenamiento jurídico español la Directiva 2005/36/CE relativa al reconocimiento de las cualificaciones profesionales que dan acceso al ejercicio de las profesiones o actividades que están sujetas al reconocimiento por las autoridades académicas de los Estados miembros de la Unión Europea.

## El delineante en Europa y profesiones afines
- Austria: Maestro Constructor
- Bélgica: Graduado en Diseño en Arquitectura o en Diseño de Construcción
- Dinamarca: Constructor o Arquitecto Constructor
- Finlandia: Técnico de Construcción
- Francia: BTS du Bâtiment
- Hungría: Maestro Constructor
- Italia: Geómetra
- Portugal: Constructor Civil o Agente Técnico de Arquitectura e Engenharia.[11]
- República Checa: Tasador de Edificios
- Reino Unido: Experto en Construcción
- Rumania: Diseñador Técnico Constructor
- Suiza: Diseñador Técnico.[12]

## El delineante en América
En algunos países de América Latina, la profesión del delineante está ampliamente difundida, y suele estar considerada como profesión auxiliar de ramas como la arquitectura o la ingeniería.

### Colombia
En Colombia, existe el Consejo Profesional Nacional de Arquitectura y sus Profesiones Auxiliares, que establece las normas técnicas necesarias para los delineantes de arquitectura.

### Costa Rica
En Costa Rica, la Asociación de Profesionales en Dibujo de Arquitectura e Ingeniería (APRODAI) alberga dentro de su organización a los dibujantes arquitectónicos y dibujantes técnicos del país.

### Puerto Rico
En el Caribe, existe el Colegio de Delineantes de Puerto Rico.

### Estados Unidos de América
American Design Drafting Association (ADDA)